# Shād Mehrak
Shād Mehrak (persiska: شاد مهرك) är en ort i Iran.   Den ligger i provinsen Khorasan, i den nordöstra delen av landet, 700 km öster om huvudstaden Teheran. Shād Mehrak ligger 1 155 meter över havet och antalet invånare är 694.
Terrängen runt Shād Mehrak är platt. Runt Shād Mehrak är det ganska tätbefolkat, med 56 invånare per kvadratkilometer. Närmaste större samhälle är Nīshābūr, 5,3 km nordost om Shād Mehrak. Omgivningarna runt Shād Mehrak är i huvudsak ett öppet busklandskap.